# قوس الظل
في الرياضيات، دالة قوس الظل  (بالإنجليزية: Arctangent)‏ لعدد حقيقي المعرفة على {\displaystyle \mathbb {R} } هي الدالة العكسية لدالة الظل، مستقرها هو {\displaystyle \left]-{\frac {\pi }{2}},{\frac {\pi }{2}}\right[}، وحدتها هي الراديان. تسمى عملية استخدامها بتقويس الأظلال، وتعود هذه التسمية إلى عصر الحضارة الإسلامية.
الدالة التي ترفق بكل عدد حقيقي، قيمة قوس الظل الخاص به يرمز لها بـ arctan أو tan -1. ومن ثم تكون الدالة العكسية لدالة الظل المثلثية المقتصرة إلى المجال {\displaystyle \left]-{\frac {\pi }{2}},{\frac {\pi }{2}}\right[} .
في المَعْلم الديكارتي المتعامد والمتجانس (متعامد ممنظم) للمستوي، يتم الحصول على التمثيل البياني لدالة قوس ظل الزاوية انطلاقا من التمثيل البياني لدالة الظل المقتصرة إلى المجال {\displaystyle \left]-{\frac {\pi }{2}},{\frac {\pi }{2}}\right[} بانعكاس حول المحور ذو المعادلة y = x.

## مشتق
دالة الظل العكسية تقبل الإشتقاق على {\displaystyle \mathbb {R} } ودالتها المشتقة هي:
{\displaystyle \arctan 'x={\frac {1}{1+x^{2}}}}

### إثبات
يمكننا كتابة مشتقة الدالة بهذه الصيغة:{\displaystyle (\arctan x)'={d \over dx}\arctan x}
نضع {\displaystyle \theta =\arctan x}:
{\displaystyle {\frac {d\theta }{d\tan \theta }}={\frac {d\theta }{d\theta (1+\tan ^{2}\theta )}}={\frac {1}{1+\tan ^{2}\theta }}={\frac {1}{1+x^{2}}}}
إثبات آخر
يمكن استنتاج مشتقة قوس الظل كالتالي:
1. معلوم أن tan(arctan(x))=x بتفاضل الطرفين:
{\displaystyle (\tan(\arctan(x))'=x'}
نحصل على :
{\displaystyle {(\tan(\arctan(x))^{2}+1)}{d \over dx}{\arctan(x)}=1}
بتبسيط tan(arctan(x)) نحصل على:
{\displaystyle {(x^{2}+1)}{d \over dx}{\arctan(x)}=1}
و بترتيب التعبير نحصل على مشتقة دالة قوس الظل :
{\displaystyle {d \over dx}{\arctan(x)}={\frac {1}{1+x^{2}}}}

## تمثيل بواسطة متسلسلة
يمكننا تمثيل الدالة بواسطة متسلسلة تايلور:
{\displaystyle \forall x\in [-1,1]\quad \arctan x=\sum _{k=0}^{\infty }(-1)^{k}{\frac {x^{2k+1}}{2k+1}}=x-{\frac {1}{3}}x^{3}+{\frac {1}{5}}x^{5}-{\frac {1}{7}}x^{7}+\cdots }.

## المشتق العكسي
يتم الحصول على المشتق العكسي لدالة قوس الظل عن طريق التكامل بالتجزئة :
{\displaystyle x\,\arctan x-{\frac {1}{2}}\ln \left(1+x^{2}\right)+C}

## على المستوي العقدي

### الشكل اللوغاريتمي
يمكننا التعبير عن دالة قوس الظل باستخدام اللوغاريتم العقدي:
{\displaystyle \forall x\in \mathbb {C} \setminus \left(i\left(]-\infty ,-1]\cup [1,+\infty [\right)\right)\quad \arctan x={\frac {1}{i}}\operatorname {artanh} (ix)={\frac {1}{2i}}\ln \left({\frac {1+ix}{1-ix}}\right)={\frac {\ln(1+ix)-\ln(1-ix)}{2i}}}
حيث {\displaystyle \operatorname {artanh} x} هي دالة الظل الزائدية العكسية.

### تمثيل الدالة العقدية

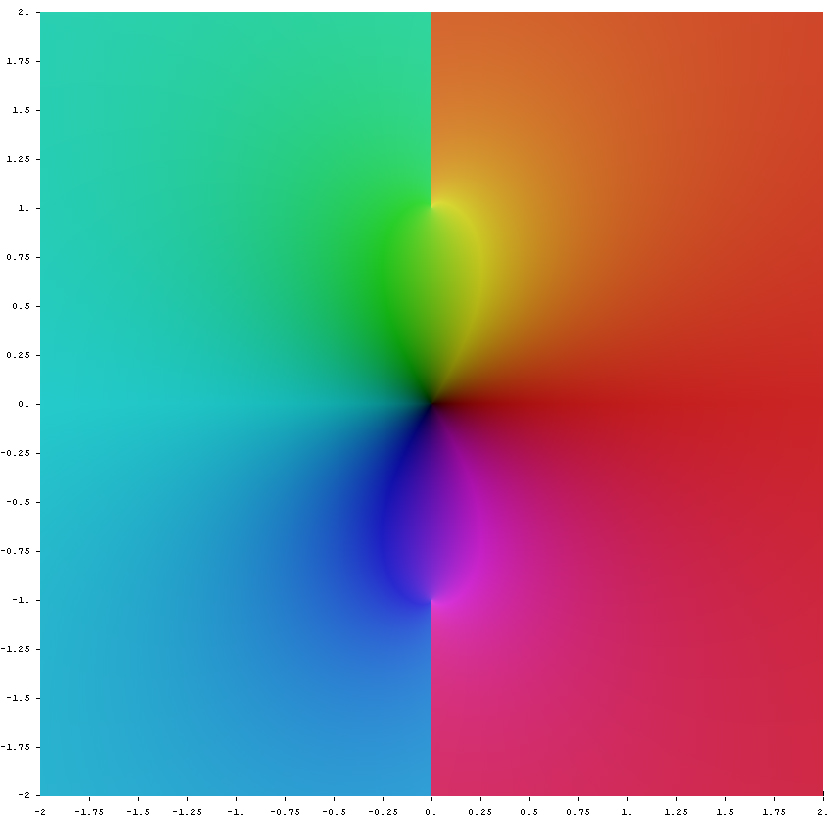
التمثيل البياني اللوني للدالة

## طالع أيضًا
- دوال مثلثية عكسية
- قوس الجيب
- قوس جيب التمام
- قوس الظل ثنائي العمدة